# Feliciano Montero
Feliciano Montero García (Guijo de Granadilla, 19 novembre 1948 – Madrid, 19 dicembre 2018) è stato uno storico spagnolo, specializzato nello studio del cattolicesimo sociale.
Professore di Storia Contemporanea al'Università di Alcalá., negli anni '80 è stato uno dei primi storici a ricostruire la nascita dei circoli e delle Settimane Sociali del sindacalismo cattolico in Spagna, maturato come movimento urbano e rurale negli anni a cavallo fra la prima guerra mondiale e la Guerra civile spagnola.

## Opere
- El primer catolicismo social y la Rerum Novarum en España (1889-1902) (1983), El movimiento católico en España (1993)
- Feliciano Montero, Julio de la Cueva Merino, La secularización conflictiva: España (1898-1931), 2007
- Feliciano Montero, Julio de la Cueva Merino, Izquierda obrera y religión en España (1900-1939), 2008
- Feliciano Montero, Julio de la Cueva Merino, Laicismo y catolicismo. El conflicto político-religioso en la segunda república, 2009
- Feliciano Montero, Antonio César Moreno Cantano, Marisa Tezanos, Gandarillas de Otra Iglesia. Clero disidente durante la Segunda República y la guerra civil (2013)